# Baoji
Baoji is een stad in de gelijknamige prefectuur in het zuidwesten van de noordelijke Chinese provincie Shaanxi. Bij de volkstelling van 2020 had de stad 1.107.702 inwoners, de gehele prefectuur had 3.321.853 inwoners.
Baoji ligt op ongeveer 150 kilometer ten westen van de provinciehoofdstad Xian, aan de rivier de Qian He, die bij Tongguan uitmondt in de Huang He. Ten zuiden van de stad strekt zich het ruim 400-kilometer lange Qinlinggebergte uit. Baoji bestaat bestuurlijk gezien uit 3 stadsdistricten en 9 gemeenten.
De stad werd gesticht rond 2000 v. Chr. en beleefde een bloeiperiode onder de Tang-dynastie. In de oudheid liep de 2600 kilometer lange Noordelijke Zijderoute (van Xian naar Wuhan en verder naar Kashgar en Parthië) door de stad. Met de openstelling van de eerste spoorlijn in 1937 begon haar huidige groei als transportcentrum. Sinds de opening van de spoorlijn naar Chengdu in 1957 vormt het een draaischijf voor de goederenoverslag in het noordwesten van China. Een groot deel van de treinen vanuit oostelijke Chinese steden als Peking, Shanghai en Xi'an lopen door de stad naar de westelijke Chinese provincies Gansu, Sichuan, Xinjiang en Tibet. Belangrijke industrieën van de stad zijn fabrieken voor de spoorwegbouw, katoen, papier en tabakverwerking.
In de prefectuur bevindt zich de Fa Men Si (Famen-tempel) waar zich een van Boeddha's vingerkootjes zou bevinden. Uit de buurt van Baoji zou ook de legendarische Yandi stammen, een van de voorvaderen van de Han-Chinezen. Zijn graf bevindt zich in het zuiden van de stad en zijn tempel in het noordelijke deel. Een gedenktempel voor Zhuge Liang (uit de tijd van de Drie Koninkrijken) bevindt zich op 20 kilometer van de stad.